# Phrudocentra abscondita
Phrudocentra abscondita là một loài bướm đêm trong họ Geometridae.